# Kiaeropterus
Kiaeropterus es un género extinto de euriptérido del cual se conocen dos especies, ambas del período Silúrico: K. cyclophthalmus del Reino Unido y K. ruedemanni de Noruega.

## Descripción
Kiaeropterus era un euriptérido pequeño; la especie K. cyclophthalmus alcanzaba longitudes de cerca de 6,6 centímetros. Tenía un carapacho casi cuadrado con bordes marginales anchos. Los ojos eran grandes, cubriendo cerca de un tercio de la longitud del carapacho. El metasoma era estrecho y el mesosoma no era más ancho que el carapacho, a diferencia de algunos euriptéridos. Los apéndices V y VI no tenían espinas y eran simples, con podómeros individuales que tenían crestas pronunciadas.
El género no es bien conocido. La especie tipo K. ruedemanni solo es conocida de dos especímenes, PMO HI733 y HI711. Dos especímenes adicionales pueden ser referidos a esta especie, PMO HI661 y HI678, aunque aparentemente se han perdido. K. cyclophthalmus, diferenciado por su caparazón más ancho y levemente mayor y sus lóbulos palpebrales más circulares, junto a la presencia de ocelos más grandes, es conocido únicamente a partir de un espécimen casi completo, NMS G.1885.26.72P, el cual carece de muchos de los apéndices prosomales y el telson.

## Historia del descubrimiento
K. cyclophthalmus fue descrito originalmente como Eurypterus cyclophthalmus basado en un espécimen único del Silúrico Inferior de las Colinas Pentland cerca de Edimburgo en Escocia. Este espécimen fue adquirido como parte de una colección mayor de especímenes fósiles por el Museo de Ciencia y Arte de Edimburgo en 1885. Cuando fue descrito en 1892, la taxonomía de los euriptéridos no había sido establecida con firmeza ni se había investigado a fondo y como resultado, muchos nuevos especímenes fueron clasificados como parte del género Eurypterus.
Al ser re-estudiado, se halló que el espécimen compartía muchas más características con los Stylonurina que con Eurypterus (el cual es clasificado como parte de los Eurypterina), por ejemplo sus grandes ojos. Comparaciones posteriores con el limitado material conocido de K. ruedemanni permitieron situarlo en el género Kiaeropterus.

## Clasificación
La posición filogenética exacta de Kiareopterus es incierta. Fue clasificado originalmente como un estilonúrido por Waterston (1979). Estudios posteriores revelaron similitudes importantes con Brachyopterus, incluyendo los grandes ojos que convergen anteriormente, la carencia de un ornamento cuticular y los apéndices de los podómeros de forma rectangular simple con crestas pronunciadas. Estas similitudes llevaron a reclasificarlo como un pariente cercano de Brachyopterus, dentro de la familia Rhenopteridae.